# Qabala (raion)
Pour les articles homonymes, voir Qabala (homonymie).
Qəbələ ou Qabala est un raion d’Azerbaïdjan.

## Histoire
Au XVIIIe siècle, un petit pays féodal s’est formé sur le territoire de Qabala — Sultanat de Koutkashen. Bientôt, Koutkashen est entré au khanat de Shéki. Qabala était dirigé de la part des naïbes, nommés par les khans de Shéki.
Beaucoup de monuments architecturaux, historiques et culturels, sont conservés dans la ville : mosquée du XIXe siècle dans le village de Boum ; temple albanien des IVe – VIIIe siècles dans le village Beuyuk Amili ; forteresse Ustadjan des IXe – XIVe siècle au sud-ouest du village Bayramkokhali ; mosquée Haji-Garib et une église albanienne Tchotari dans le village Nidj ; Mausolée des cheikhs Badreddin et Mansour dans le village Khazra ; mausolée du XVIIe siècle à Shéfili, ainsi que les tombeaux des personnes considérées comme saintes et nobles de leur vivant. C’étaient Shikh-baba à Khamzelli au XVIe siècle, Komrad au sommet de la montagne Komrad.
Après la suppression du khanat de Shéki, Koutkashen était inclus au departement de Shéki. La région de Koutkashen a été fondée en 1930. Le nom de la région a été changé en mars 1991, on a restauré l’ancien nom de Gabala,,.

## Culture
Il existe 93 monuments historiques et culturels dans la zone sous protection de l'État, conformément à l'ordonnance n ° 132 du 02.08.2001 du Conseil des ministres de la République d'Azerbaïdjan. L'un d'eux est inclus à la liste des monuments archéologiques importants de la ville de Gabala en fonction de son degré d'importance. 8 architectures, 53 monuments archéologiques, comprennent la liste des monuments importants du pays, 9 monuments architecturaux, 16 monuments archéologiques, 2 monuments monumentaux et mémoriaux, 4 monuments d'art appliqués décoratifs sont inclus dans la liste des monuments culturels historiques ayant une importance locale. Il y a 122 institutions culturelles dans la structure du secteur culturel et touristique de la région de Gabala ; 16 maisons de culture, 31 clubs, une réserve de culture historique, 69 bibliothèques, une école d'art, une galerie de photos, un parc culturel et récréatif, le musée H. Aliyev, le musée historique d'ethnographie, etc.
Le théâtre principal est une branche de la Maison de la Culture et nommé d'après C. Mammadguluzada. Il y a des ensembles instrumentaux "Tchinar" dans la maison de la culture régionale, l'ensemble de danse "Zop-Zopou" dans la maison de culture Bum et l'ensemble de danse folklorique "Tchangi" (Udi) dans la maison de la culture Nij.

### Festival international de musique à Gabala
C'est un festival de musique classique (y compris mugham, jazz) qui se tient chaque année depuis 2009 à Gabala, en Azerbaïdjan. Un événement qui accueille des artistes et des mélodies du monde entier, bien que les compositeurs azerbaïdjanais et la musique ethnique occupent une place spéciale sur l'affiche. Le festival est organisé avec le soutien de la Fondation Heydar Aliyev, à l'initiative du recteur de l'Académie de musique de Bakou Farhad Badalbeyli et du réalisateur primé Dmitry Yablonsky,,,.

### Festival international de la confiture à Gabala
Le festival a lieu chaque année à Gabala à partir de 2012. Il est organisé avec le soutien du ministère de la Culture et du Tourisme de l'Azerbaïdjan. Les représentants des régions azerbaïdjanaises, d'autres pays tels que Turquie, Allemagne, Biélorussie, Grande-Bretagne, Géorgie, Croatie, Iran, Kirghizistan, Liban, Malaisie, Mexique, Moldavie, Ouzbékistan, Pakistan, Roumanie, Russie, Pologne, Serbie, Arabie Saoudite, Slovaquie, Chypre du Nord, Chine, etc.

### Sport
Gabala a une équipe de football professionnel Gabala FC qui joue actuellement dans la première division de l'Azerbaïdjan.

## Économie
L'activité prédominante est l'agriculture. Il existe principalement des sites de reproduction des moutons et des vers à soie. Ils produisent des céréales, du tabac, du vin, des noix et des pommes. Il existe également des industries de transformation des aliments, telles que les établissements vinicoles et les établissements de transformation du tabac.

## Population
La population totale de la région est de 95 917 d’habitants. L’espérance de vie est de 70 ans. La composition ethnique est la suivante : 75 481 d’Azerbaïdjanais (77 %), 16 433 de Lezguiens (16,4 %), 3 741 d’Udines (4,9 %) 139  de Turcs (0,21 %), 89 de Russes, 34 d’autres.

## Climat
Il existe un climat subtropical humide qui est doux sans saison sèche, constamment humide (pluie toute l'année) à Gabala. Les étés sont chauds et lourds avec des orages. Les hivers sont doux avec des précipitations provenant des cyclones des latitudes moyennes. La saisonnalité est modérée.

### Pluie
Comme d'autres parties du nord de l'Azerbaïdjan près des montagnes du Caucase, les précipitations sont modérées à fortes tout au long de l'année. La précipitation annuelle totale est 795mm. Selon le système de classification bioclimatique des zones de vie de Holdridge, Gabala est situé dans le biome des steppes épineuses tempérées chaudes ou à proximité.

### Température
La température annuelle moyenne est de 10,9 °C. Les températures mensuelles moyennes varient de 22,8 °C. Cela indique le type de climat continental.

## Administration territoriale
- Gabala - le centre de Raión et la première ville de Gabala par le nombre de population. La population est de 13 000 habitants.
- Vandam - la deuxième ville de Gabala par le nombre de population. La population est - 8 mille
- Bum - la troisième ville de Gabala par le nombre de la population. La population est de 5 mille habitants.

### Municipalité
Dans le rayon de Gabala, il y a 55 municipalités.
- La municipalité de Gabala
- La municipalité de Bumsky
- La municipalité de Mohlykag
- La ville de Toukla
- La municipalité de Nij
- Municipalité de Mirzabeilin
- La municipalité d'Imamly
- Municipalité de Kitchik Piralinsky
- La municipalité de Solntnukhin
- Municipalité de Beuyuk Piralinsky
- Municipalité de Tuntul
- Municipalité de Nokhurgichlag
- Municipalité de Yenguijin
- La municipalité de Vendam
- Municipalité de Zalam
- Municipalité de Kitchik Amilinsky
- Municipalité de Bayramkokhala
- Municipalité de Kurde
- La municipalité de Garadein
- Municipalité de Gadzhialilinsky
- Le village de la municipalité d'Amylyn
- La municipalité de Mamylinsky
- Municipalité de Tcharhaninsky
- La municipalité de Gouchlar
- Municipalité Savalan
- La municipalité de Lazin
- Municipalité de Syrt Yengiji
- Municipalité de Kamarvansky
- La municipalité de Maliklinsky
- La municipalité de Bylikhsky
- Municipalité d'Amirvan
- La municipalité de Dyzakhlin
- Municipalité de Yeni Dizakhlinsky
- Municipalité de Zirik
- Municipalité de Zaragan
- Municipalité d'Aydingichlag
- Municipalité de Dachdzhinsky
- La municipalité de Hamzalin
- Municipalité de Jigatelli
- La municipalité de Khirkatali
- Municipalité de Tikanli
- Municipalité d'Abrykh
- La municipalité d'Uludach
- Municipalité de Yemichanli
- Municipalité de Bunuda
- Municipalité de Seidgichlag
- Municipalité de Tchukhur Gabala
- La municipalité de Tovlin
- Municipalité de Yenikend
- Municipalité de Topbagian
- Municipalité de Mamedagal
- Commune de Chamlinsky
- La municipalité de Sileilin
- Municipalité de Chafilinsky
- Municipalité de Khazrinsky

## Galerie

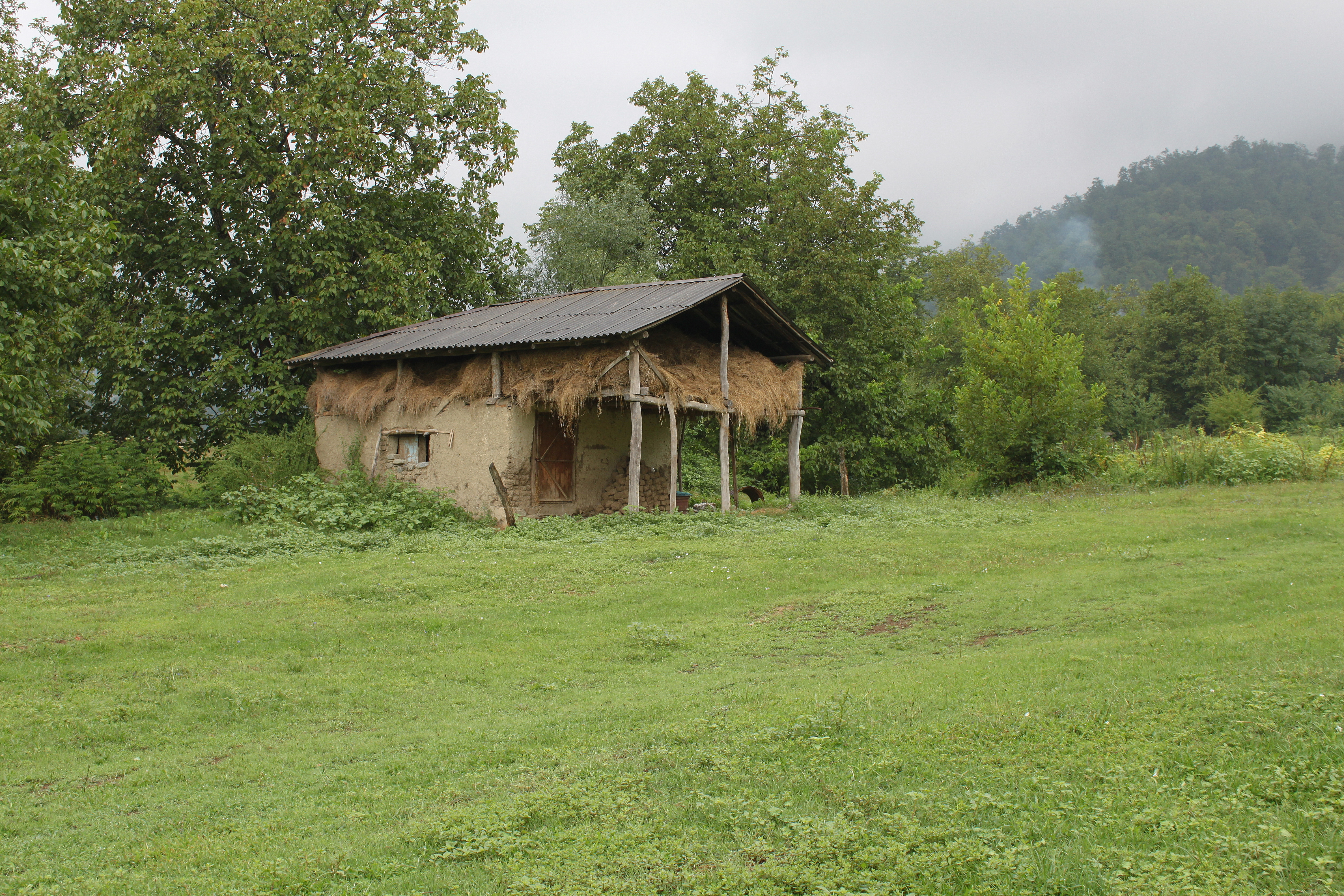
Une grange à Qabala.
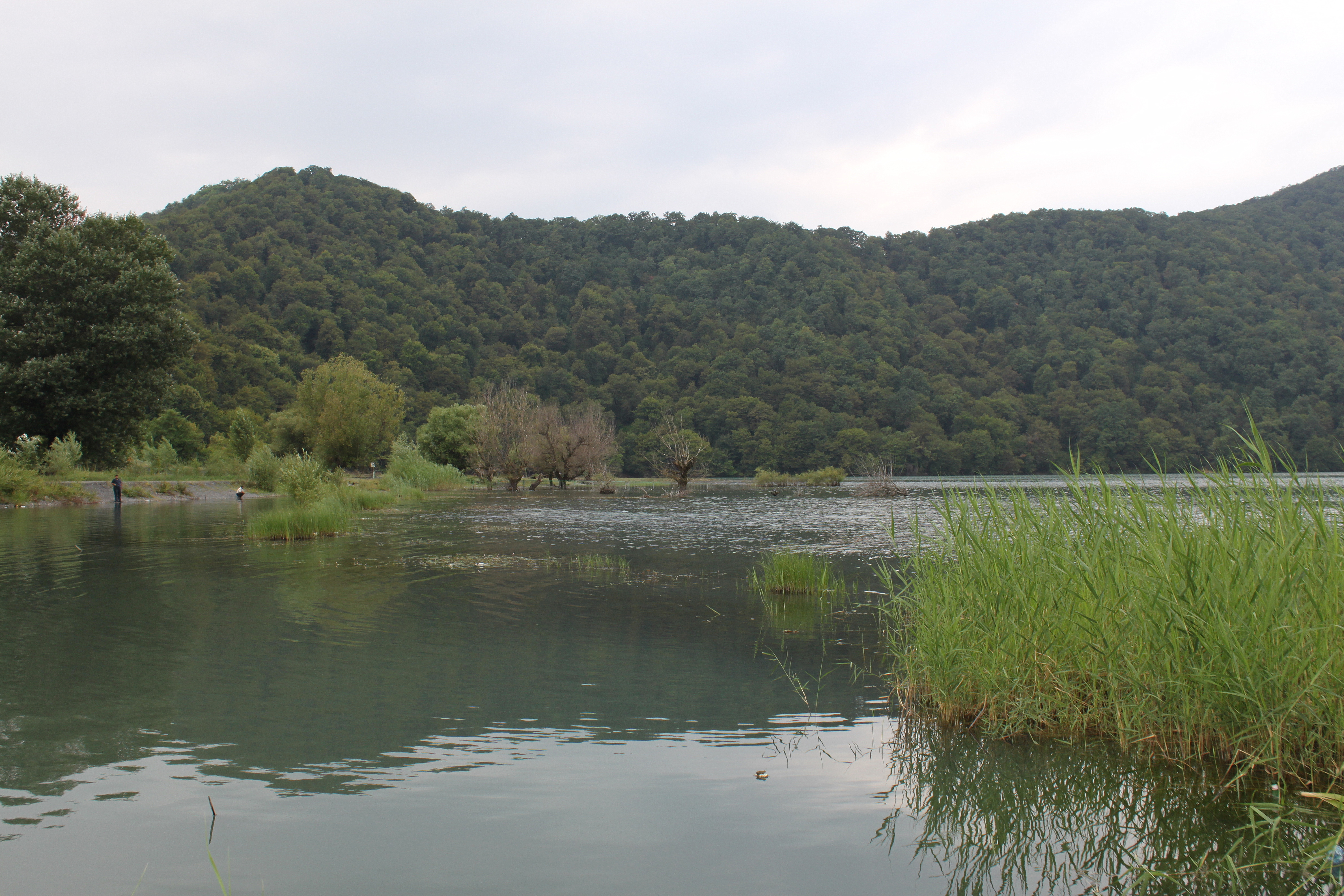
Lac «Nohur» à Qabala.
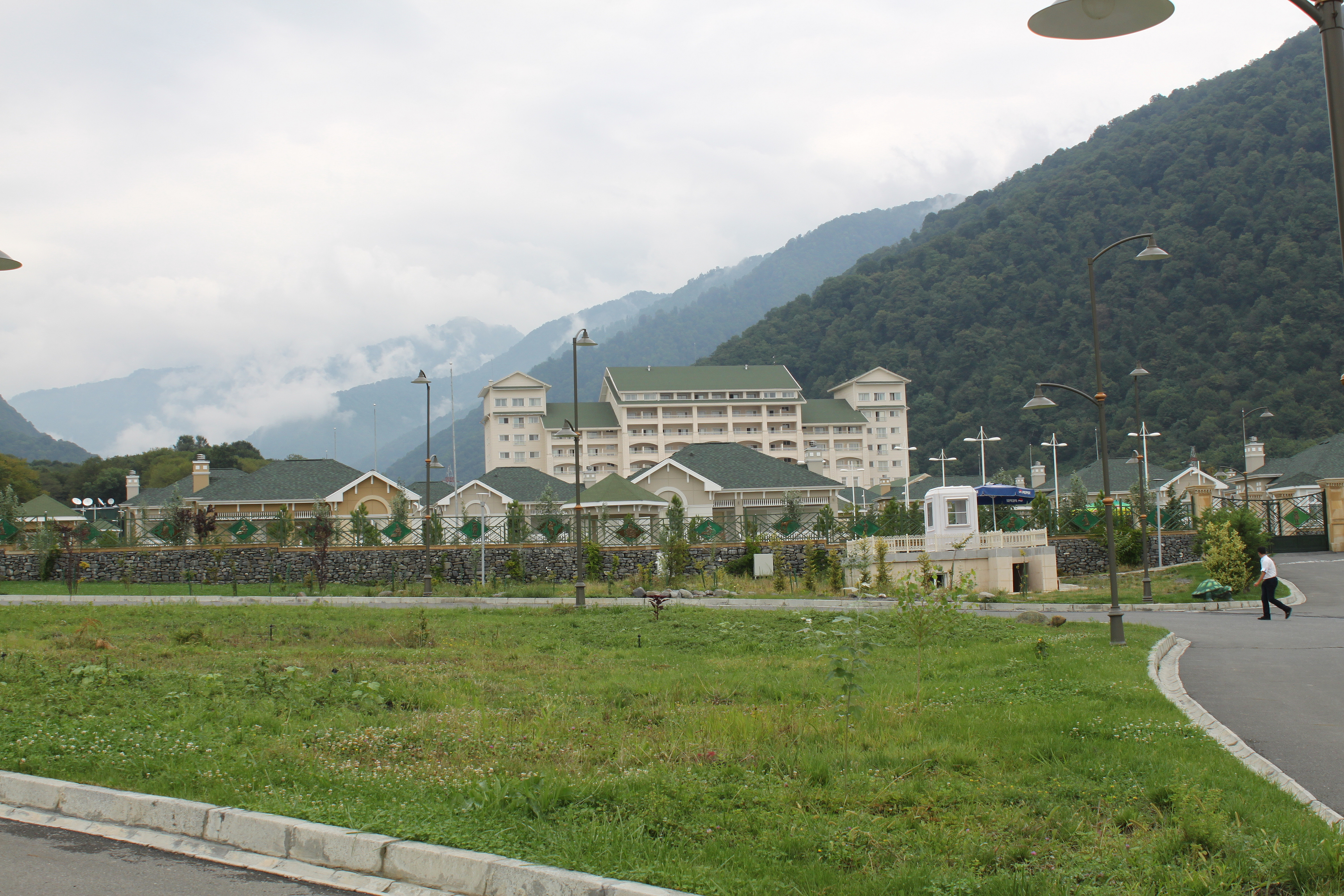
Hôtel « River side » à Qabala.
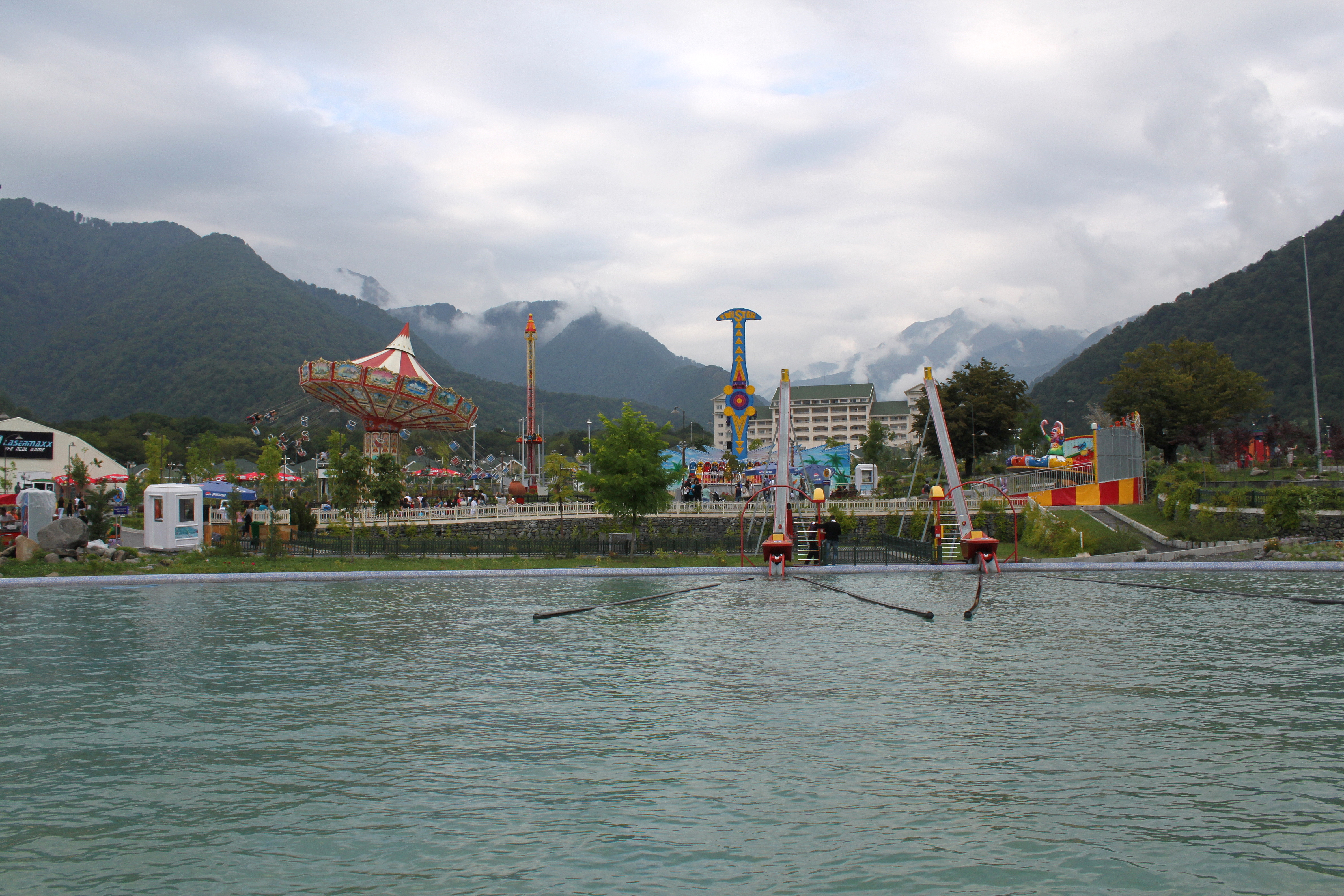
Luna Park.
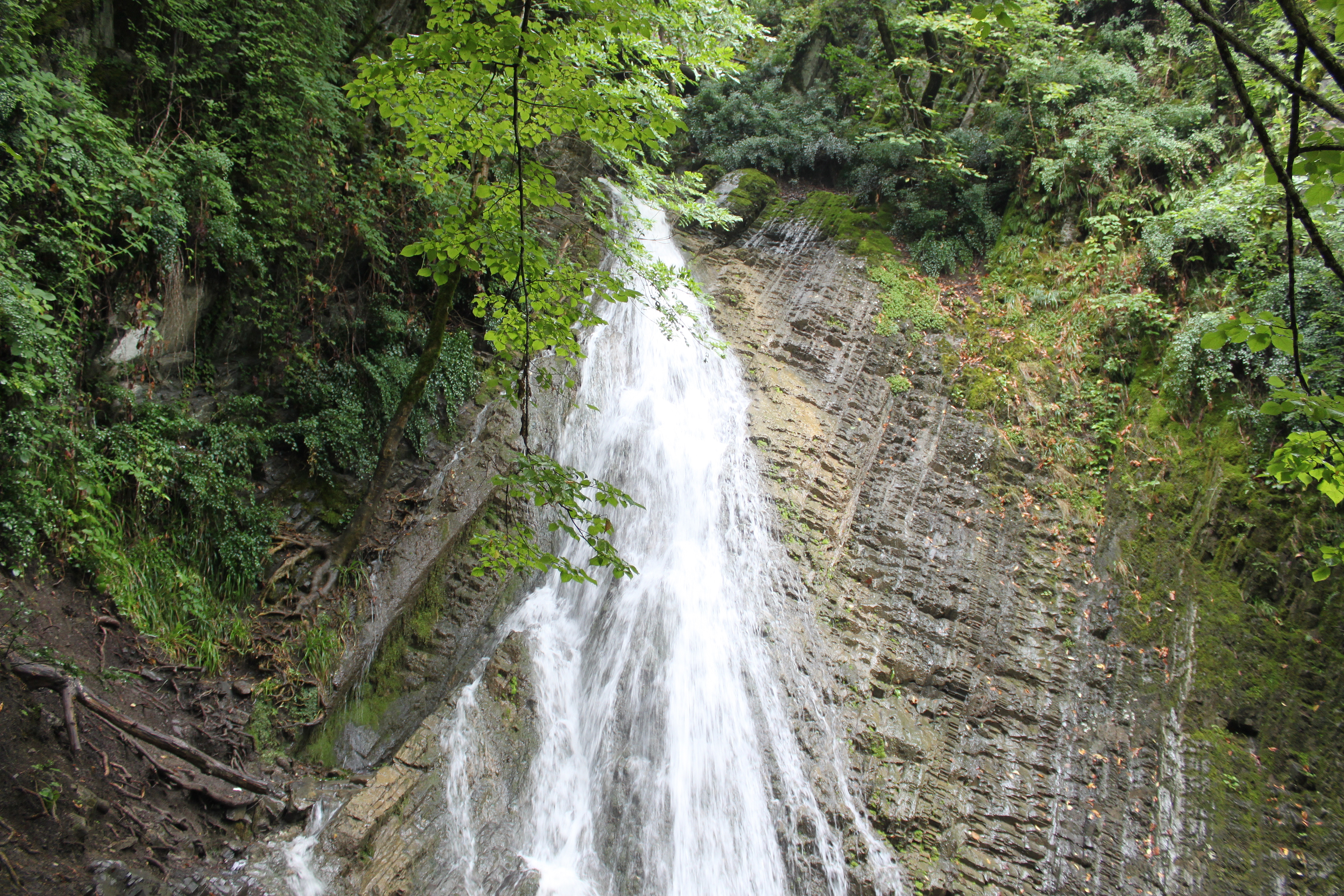
Chute d’eau à Qabala.
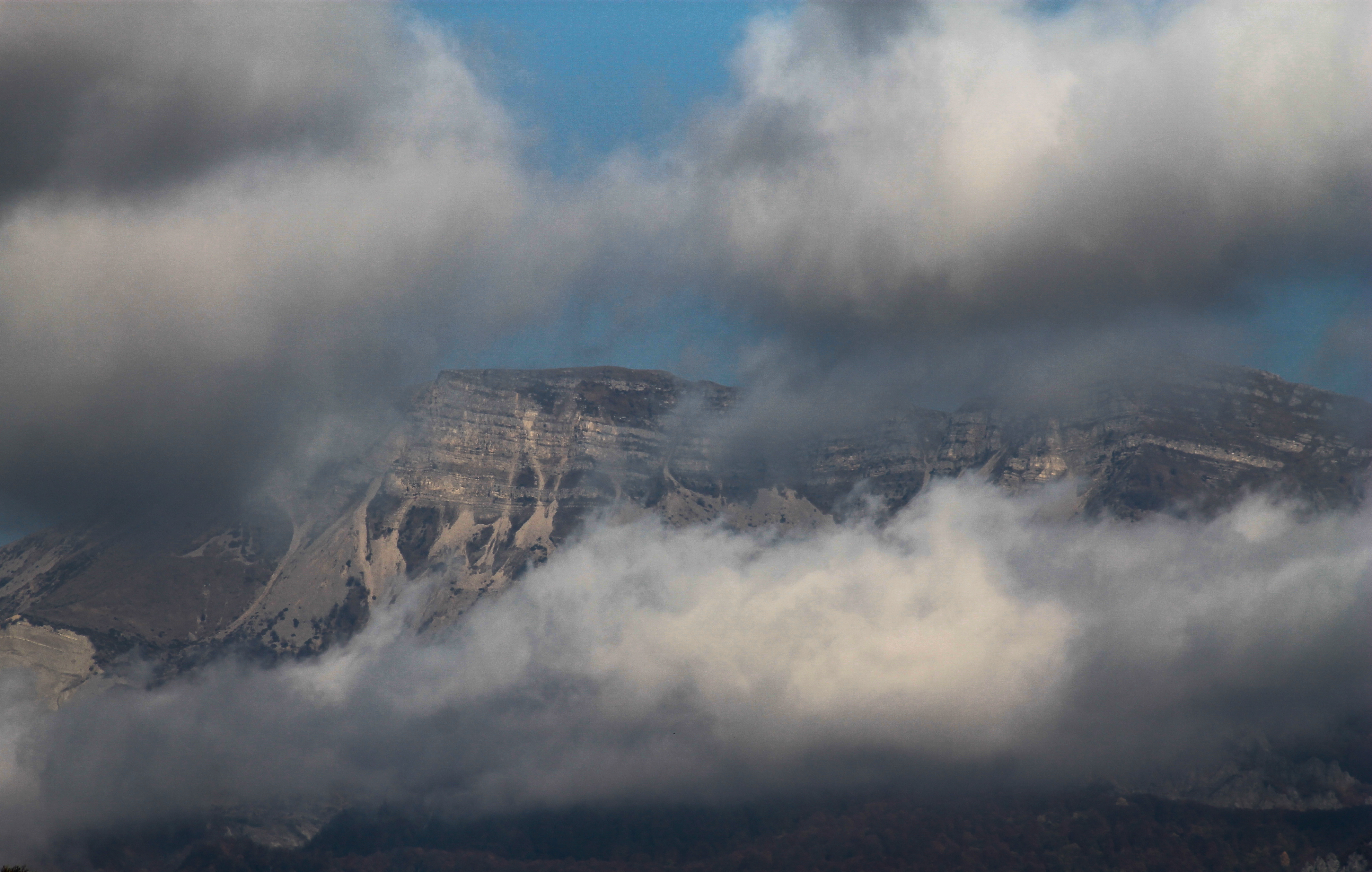
Montagnes dans le parc naturel de Qabala. Octobre 2017.
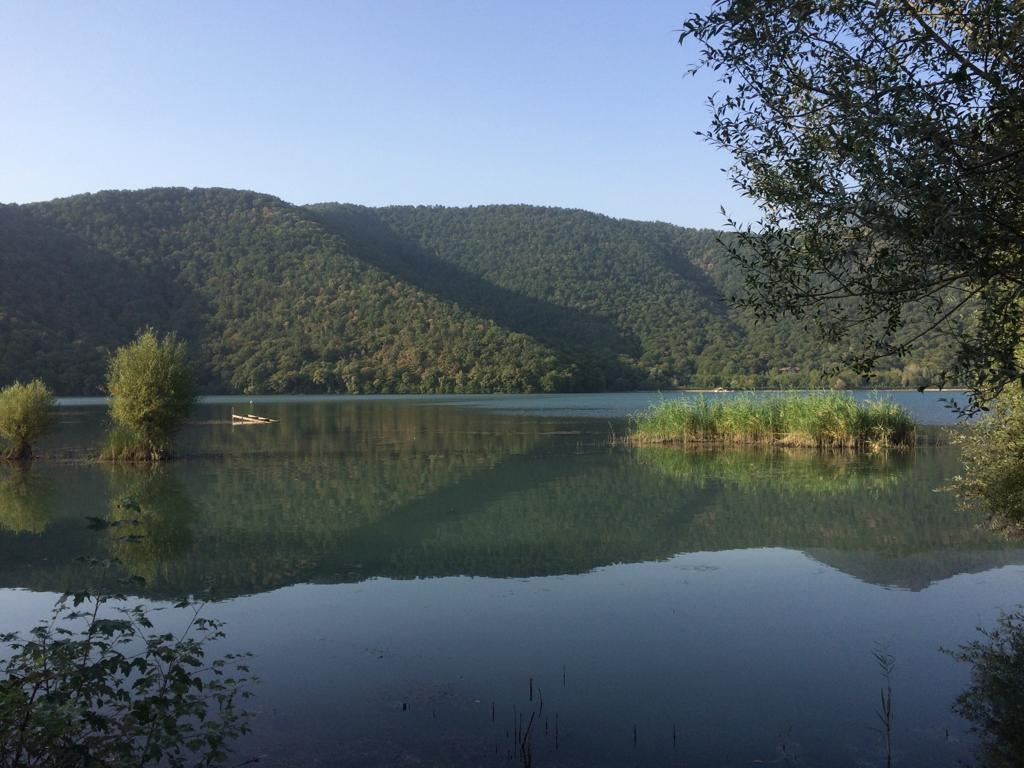
Lac Nohur dans le parc naturel de Qabala. Septembre 2018.